# Wolfram Steinbeck
Wolfram Steinbeck (* 5. Oktober 1945 in Hagen) ist ein deutscher Musikwissenschaftler.

## Leben
Wolfram Steinbeck studierte Musikwissenschaft, Philosophie und Neuere deutsche Literaturwissenschaft an der Universität Bonn und der Universität Freiburg. Er promovierte 1972 bei Hans Heinrich Eggebrecht mit einer Dissertation über "Das Menuett in der Instrumentalmusik Joseph Haydns". 1972 wurde er wiss. Assistent am musikwissenschaftlichen Institut der Universität Kiel, wo er sich 1979 mit der Arbeit "Struktur und Ähnlichkeit. Methoden automatisierter Melodienanalyse" habilitierte. 1988 ging er als Professor für Musikwissenschaft an die Universität Bonn. Von 2001 bis 2011 war er Inhaber des Lehrstuhls für Historische Musikwissenschaft an der Universität zu Köln. Er war Vertrauensdozent der Studienstiftung des deutschen Volkes (1990–2000) und stellvertretender Fachausschussvorsitzender der Deutschen Forschungsgemeinschaft in Bonn (1996–2004). Er ist korrespondierendes Mitglied der Akademie der Wissenschaften und der Literatur Mainz, Kuratoriumsmitglied des Max-Reger-Instituts Karlsruhe und Mitherausgeber des Archivs für Musikwissenschaft. 2006 bis 2020 war er Vorsitzer des Joseph Haydn-Instituts Köln. Er verfasste zahlreiche Bücher und Schriften zur europäischen Kompositionsgeschichte des 17. bis frühen 20. Jahrhunderts. Steinbeck ist Mitherausgeber der Festschrift für Siegfried Mauser (2019).
Steinbeck ist verheiratet und hat vier Kinder.

## Publikationen (Auswahl)
- Das Menuett in der Instrumentalmusik Joseph Haydns (= Freiburger Schriften zur Musikwissenschaft 4), München 1973.
- Struktur und Ähnlichkeit. Methoden automatisierter Melodienanalyse (= Kieler Schriften zur Musikwissenschaft 25), Kassel 1982.
- Anton Bruckner. Neunte Sinfonie (= Meisterwerke der Musik 60), München 1993.
- "Und über das Ganze eine Romantik ausgegossen". Die Sinfonien [von Franz Schubert], in: Schubert-Handbuch, hg. von Walther Dürr und Andreas Krause, Kassel und Stuttgart 1997, S. 550–669.
- Die Symphonie im 19. und 20. Jahrhundert, 2 Teile, gemeinsam mit Christoph von Blumröder (= Handbuch der musikalischen Gattungen 3), Laaber 2002.